# Філіп Шебо
Філіп Шебо (словац. Filip Šebo, нар. 25 лютого 1984, Братислава) — словацький футболіст, що грав на позиції нападника.

## Клубна кар'єра
Народився 25 лютого 1984 року в місті Братислава. Вихованець юнацьких команд футбольних клубів «Петржалка», «Артмедія» (Братислава), «Слован» та «Інтер» (Братислава). 2001 року потрапив до структури німецького «Кельна», де провів два сезони за дублюючу команду, взявши участь у 50 матчах чемпіонату.
Так і не пробившись до першої команди німців, 2003 року Шебо повернувся на батьківщину, де грав за клуби «Інтер» (Братислава) та «Артмедія» (Братислава). З другою командою у сезоні 2004/05 став чемпіоном Словаччини, а також найкращим бомбардиром турніру з 22 голами, чим зацікавив представників «Аустрії» (Відень), у складі якої виграв «золотий дубль» у наступному сезоні 2005/06.
3 серпня 2006 року за 1,85 мільйона фунтів стерлінгів перейшов у шотландський «Рейнджерс». Втім у команді з Глазго словак закріпитись не зумів і 2007 року був відданий в оренду в клуб французької Ліги 1 «Валансьєнн», який по завершенню сезона викупив контракт гравця.
2010 року Шебо повернувся на батьківщину і уклав контракт з столичним клубом «Слован», у складі якого в першому ж сезоні забив 22 голи і вдруге у кар'єрі став найкращим бомбардиром рідного чемпіонату, а його команда здобула «золотий дубль». У наступні роки результативність гравця знизилась і він покинув «Слован» в кінці 2012 року. Згодом з 2015 року недовго пограв за аматорський клуб п'ятого дивізіону «Петржалка».

## Виступи за збірні
З юнацькою збірною Словаччини до 19 років став бронзовим призером юнацького чемпіонату Європи 2002 року в Норвегії, забивши по голу у матчах групового етапу проти норвежців (5:1) і чехів (5:2). Цей результат дозволив Філіпу у складі молодіжної збірної Словаччини до 20 років поїхати на молодіжний чемпіонат світу 2003 року в ОАЕ, де словаки вилетіли на стадії 1/8 фіналу від майбутніх тріумфаторів змагання бразильців (1:2). Саме Шебо забив у цій грі єдиний гол своєї команди.
15 серпня 2006 року дебютував в офіційних іграх у складі національної збірної Словаччини у товариському матчі з Мальтою (3:0), де відзначився хет-триком. А у своєму другому міжнародному матчі проти Кіпру (6:1), в рамках відбору на Євро-2008, Шебо відзначився дублем. В наступні роки результативність Шебо значно впала і всього протягом кар'єри у національній команді, яка тривала 6 років, він забив 7 голів у 15 матчах.

## Досягнення
- Чемпіон Словаччини: 2004/05, 2010/11
- Чемпіон Австрії: 2005/06
- Володар Кубка Австрії: 2005/06
- Володар Кубка Словаччини: 2010/11

### Індивыдуальні
- Найкращий бомбардир чемпіонату Словаччини: 2004/05, 2010/11 (по 22 голи)